# Beady Eye
Beady Eye war eine britische Rockband, die im Mai 2010 von vier der letzten fünf Mitglieder der Rockband Oasis gegründet wurde. Am 25. Oktober 2014 gab Liam Gallagher über Twitter ihre Auflösung bekannt.

## Geschichte
Die beiden Brüder Liam und Noel Gallagher waren seit Gründung von Oasis 1991 als Streithähne bekannt. Im August 2009 kam es zum endgültigen Bruch, als beim Rock en Seine Festival in Frankreich ein Streit eskalierte und Noel die Band verließ. Liam löste daraufhin Oasis auf, kündigte allerdings auch an, dass die verbleibenden Mitglieder unter anderem Namen weitermachen würden. Im Mai 2010 vermeldete Liam, dass die Band Beady Eye heiße und mit dem Produzenten Steve Lillywhite im Studio sei. Andy Bell, der zuvor bei Oasis den Bass spielte, war nun zusammen mit Gem Archer Gitarrist der Band. Als Bassist fungierte zunächst Jeff Wootton, der bereits für Damon Albarn bei den Gorillaz als Live-Bassist tätig ist.
Die erste Single Bring the Light erschien im November 2010 und erreichte Platz 61 der britischen Charts. Erste Konzerte in Deutschland fanden im März 2011 in Köln sowie im Mai in Hamburg statt. In Österreich spielten sie am 18. August 2011 auf dem FM4 Frequency Festival, das von ca. 40.000 Menschen besucht wurde. Beady Eye waren 2011 für einen NME Award in der Kategorie „Beste neue Band“ nominiert. Das erste Album der Band trägt den Titel Different Gear, Still Speeding und erschien in Europa am 25. Februar 2011. Am 12. August 2012 traten sie bei der Schlussfeier der Olympischen Sommerspiele 2012 in London auf. Am 10. Juni 2013 erschien das zweite Album BE.
2013 verließ Jeff Wootton die Band und wurde durch den ehemaligen Kasabian-Gitarristen Jay Mehler ersetzt.
Am 25. Oktober 2014 gab Liam Gallagher bekannt, dass sich Beady Eye aufgelöst haben.

## Galerie

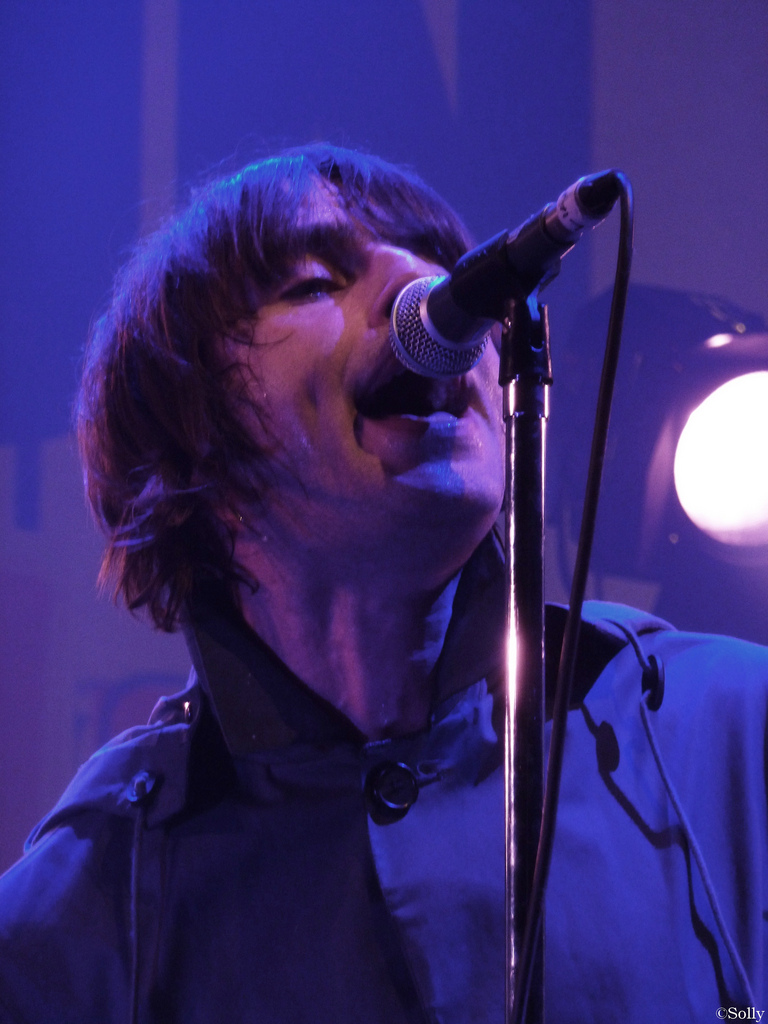
Liam Gallagher
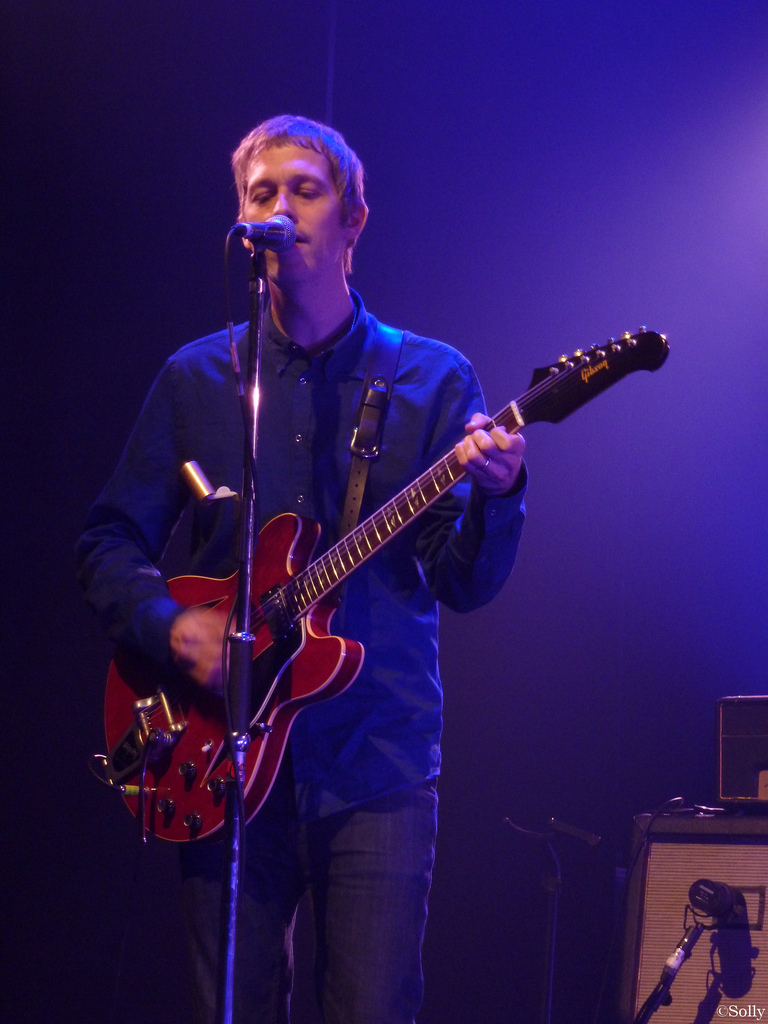
Andy Bell
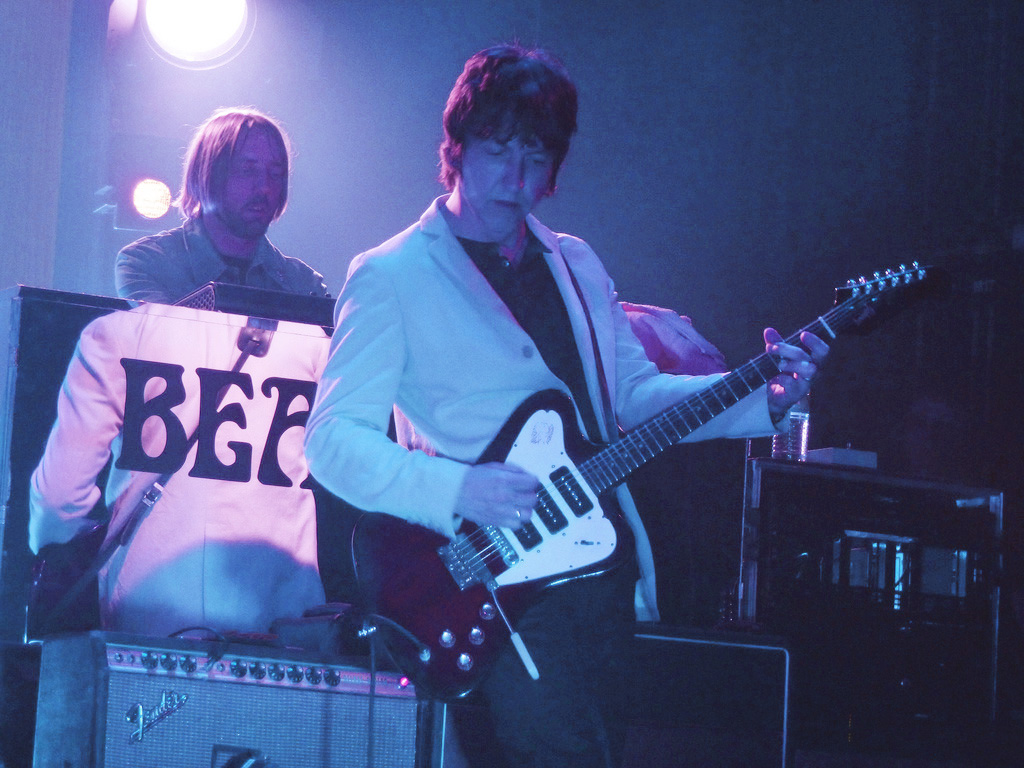
Gem Archer
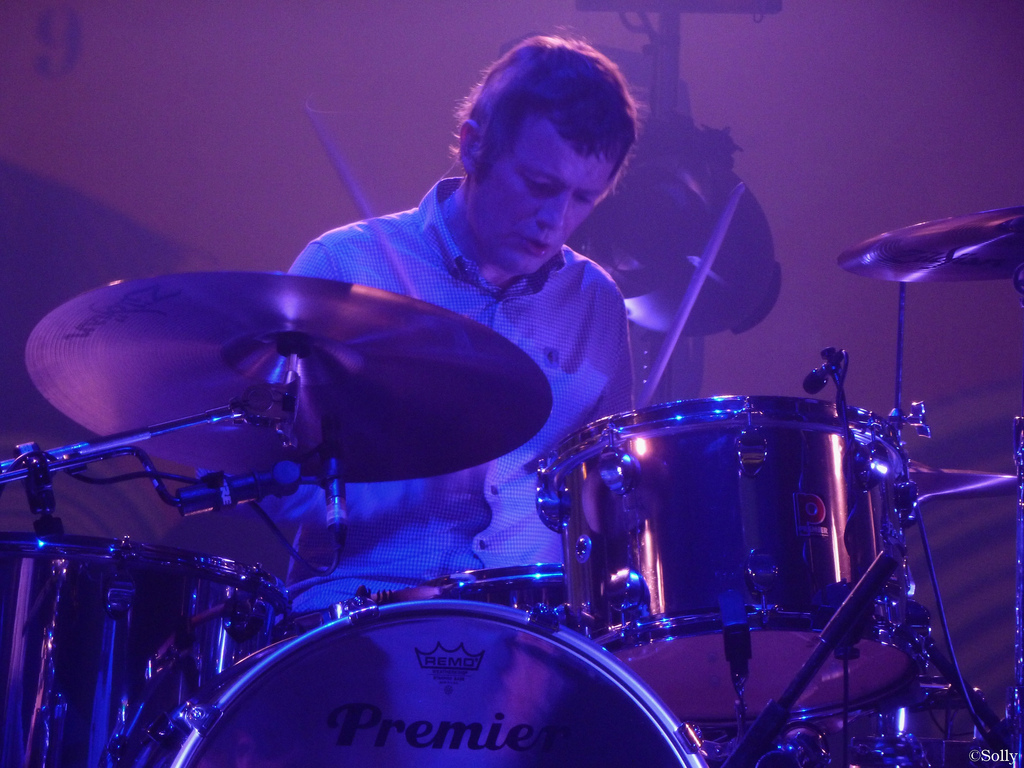
Chris Sharrock

## Diskografie

### Studioalben
| Jahr | Titel                          | Höchstplatzierung, Gesamtwochen, AuszeichnungChartplatzierungen (Jahr, Titel, Platzierungen, Wochen, Auszeichnungen, Anmerkungen) | Höchstplatzierung, Gesamtwochen, AuszeichnungChartplatzierungen (Jahr, Titel, Platzierungen, Wochen, Auszeichnungen, Anmerkungen) | Höchstplatzierung, Gesamtwochen, AuszeichnungChartplatzierungen (Jahr, Titel, Platzierungen, Wochen, Auszeichnungen, Anmerkungen) | Höchstplatzierung, Gesamtwochen, AuszeichnungChartplatzierungen (Jahr, Titel, Platzierungen, Wochen, Auszeichnungen, Anmerkungen) | Höchstplatzierung, Gesamtwochen, AuszeichnungChartplatzierungen (Jahr, Titel, Platzierungen, Wochen, Auszeichnungen, Anmerkungen) | Anmerkungen                            |
| Jahr | Titel                          | DE | AT | CH | UK | US | Anmerkungen                            |
| ---- | ------------------------------ | --- | --- | --- | --- | --- | -------------------------------------- |
| 2011 | Different Gear, Still Speeding | DE15 (4 Wo.)DE | AT14 (2 Wo.)AT | CH7 (5 Wo.)CH | UK3 Gold · (19 Wo.)UK | US31 (2 Wo.)US | Erstveröffentlichung: 25. Februar 2011 |
| 2013 | BE                             | DE29 (1 Wo.)DE | AT26 (1 Wo.)AT | CH17 (2 Wo.)CH | UK2 Silber · (8 Wo.)UK | — | Erstveröffentlichung: 10. Juni 2013    |

### EPs
- 2011: iTunes Festival: London 2011

### Singles
| Jahr | Titel Album                                     | Höchstplatzierung, Gesamtwochen, AuszeichnungChartsChartplatzierungen (Jahr, Titel, Album, Platzierungen, Wochen, Auszeichnungen, Anmerkungen) | Anmerkungen                                                    |
| Jahr | Titel Album                                     | UK | Anmerkungen                                                    |
| ---- | ----------------------------------------------- | --- | -------------------------------------------------------------- |
| 2010 | Bring the Light Different Gear, Still Speeding  | UK61 (1 Wo.)UK | Erstveröffentlichung: 22. November 2010                        |
| 2011 | The Roller Different Gear, Still Speeding       | UK31 (4 Wo.)UK | Erstveröffentlichung: 23. Januar 2011                          |
| 2011 | Across the Universe –                           | UK88 (1 Wo.)UK | Charity Download-Single nur vom 7. – 17. April 2011 erhältlich |
| 2011 | Millionaire Different Gear, Still Speeding      | UK71 (1 Wo.)UK | Erstveröffentlichung: 2. Mai 2011                              |
| 2011 | The Beat Goes On Different Gear, Still Speeding | UK64 (1 Wo.)UK | Erstveröffentlichung: 15. Juli 2011                            |

Weitere Singles
- 2011: Four Letter Word
- 2013: The Second Bite of the Apple
- 2013: Shine a Light / The World's Not Set in Stone
- 2013: Iz Rite / Soul Love

### Boxsets
- 2011: Singles Box Set
- 2011: 7Inch Box Set